# Club Balonmano Femenino Málaga Costa del Sol
El Club Balonmano Femenino Málaga Costa del Sol, más conocida como el Costa y, en la actualidad, por el patrocinio de la Diputación, Costa del Sol Málaga, es un equipo femenino español de balonmano de la ciudad de Málaga, campeón de Liga en 2023.

## Historia

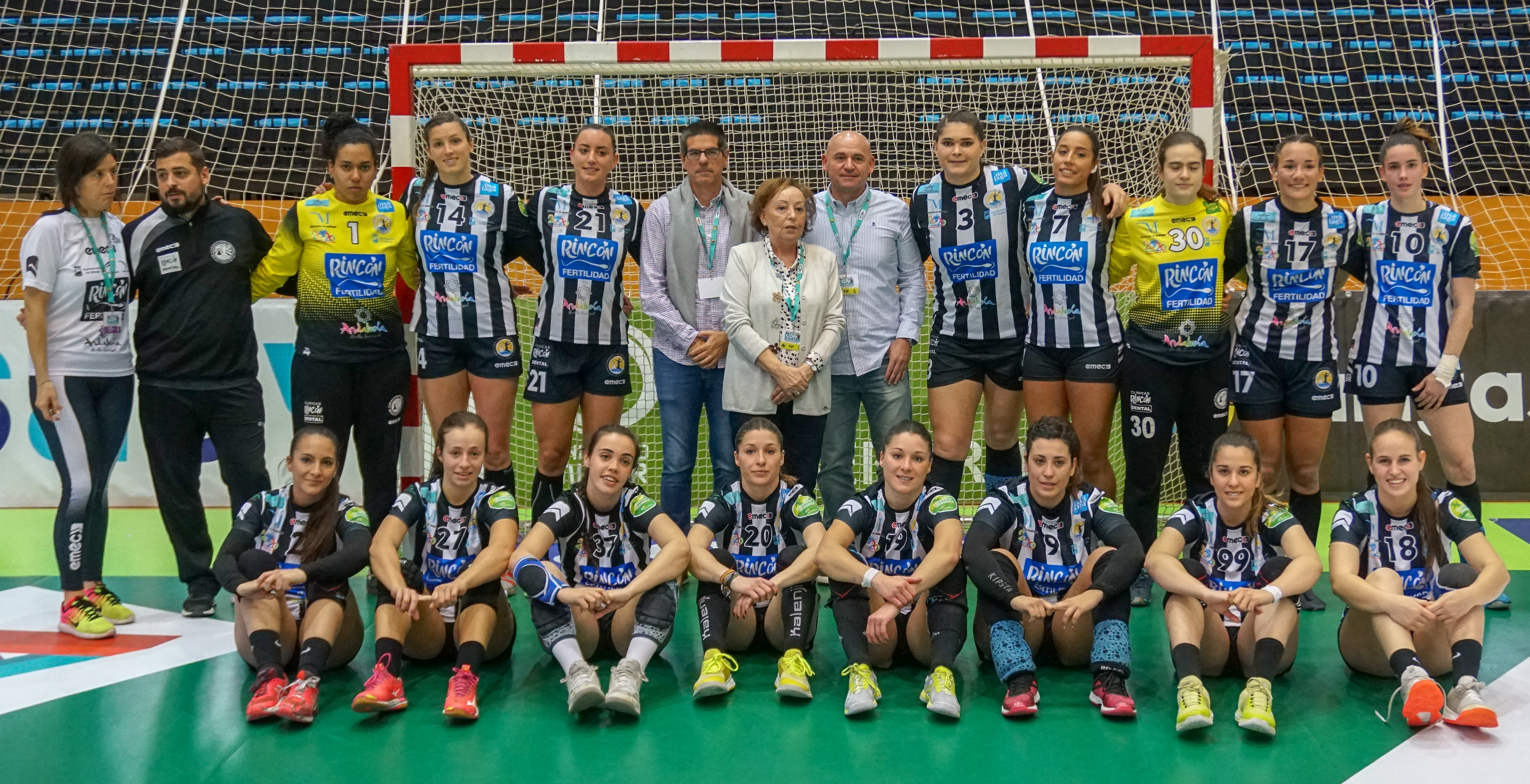
Rincón Fertilidad Málaga en la Copa de la Reina 2019.

El Costa del Sol Málaga se funda en el año 1994 tras la unión de los 2 clubes malagueños femeninos. de la época, el Insana y el Clubai. Su primer presidente fue Fernando de Irigoyen, con Carmen Morales de vicepresidenta. En 1995 deja la gestión del equipo en manos de Carmen, hasta el 2001, año en el que Carmen Morales de Setién recoge el cargo. En su primera temporada contó con un equipo sénior (que adquirió los derechos federativos para jugar en Primera División), uno juvenil y otro cadete.
En su historia cuenta con 3 ascensos y 2 descensos en los años 95, 99 y 2014. Al inicio de su bagaje por el balonmano femenino español estuvo dirigido por varios entrenadores hasta que Diego Carrasco se hizo cargo del banquillo en el año 1997. 

### Último ascenso
El Club Balonmano Femenino Málaga Costa del Sol ascendió por última vez a la División de Honor (con Diego Carrasco en el banquillo) en el año 2014, habiendo jugado desde entonces en la élite del balonmano femenino español. Sin embargo no ha sido su única participación en la máxima categoría, y cuenta con 6 participaciones en diferentes épocas, en la máxima división nacional con un total de 15 temporadas en la élite. 

### La era Rincón
Tras el ascenso en el 2014 llega al club un patrocinador que lo cambiaría todo: Manolo Rincón. El propietario de las Clínicas Rincón (clínicas dentales y de fertilidad) se hizo cargo del 50% del presupuesto necesario para que el club saliera en División de Honor la siguiente temporada y pudiera competir en Europa tras clasificarse por primera vez para jugar en competiciones europeas. En aquella época apareció la camiseta negra que llevaría al apodo de "panteras".
Bajo su patrocinio el club consiguió sus primeros trofeos deportivos de máximo nivel.

### Era post Carrasco
Diego Carrasco murió repentinamente en 2019 y al club malagueño le tocó recuperarse de un duro golpe moral y anímico. Se hizo cargo del banquillo su segundo, Suso Gallardo. Con el joven entrenador malagueño se consiguieron los mayores éxitos deportivos del club. En esa temporada (y todavía con la ayuda económica de Clínicas Rincón) el club unió las jugadoras de la casa, Sole y Esperanza López, con unos fichajes que cambiarían la historia del club (y lo que sería la columna vertebral de los siguientes éxitos deportivos): Estela Doiro, Isabelle dos Santos, Merche Castellanos y Silvia Arderius.

### 2019-2023: los primeros títulos
Entre 2019 y 2023 el Costa del Sol Málaga ha firmado las mejores temporadas del club en su historia consiguiendo 1 Liga Guerreras Iberdrola, 2 Copas de la Reina, 1 EHF European Cup y 1 Supercopa de España, además de 1 subcampeonato de liga, un subcampeonato de la EHF European Cup y un subcampeonato de la Supercopa de España. 
Han sido cinco títulos en siete finales en cuatro años, títulos con el bloque comandado por Silvia Arderius, Sole López, Merche Castellanos, Paula García, Isabelle Medeiros y Estela Doiro y con la mitad del equipo de origen malagueño, el club profesionalizó su organización y los éxitos deportivos llegaron de la mano de Suso Gallardo. 

#### La primera liga

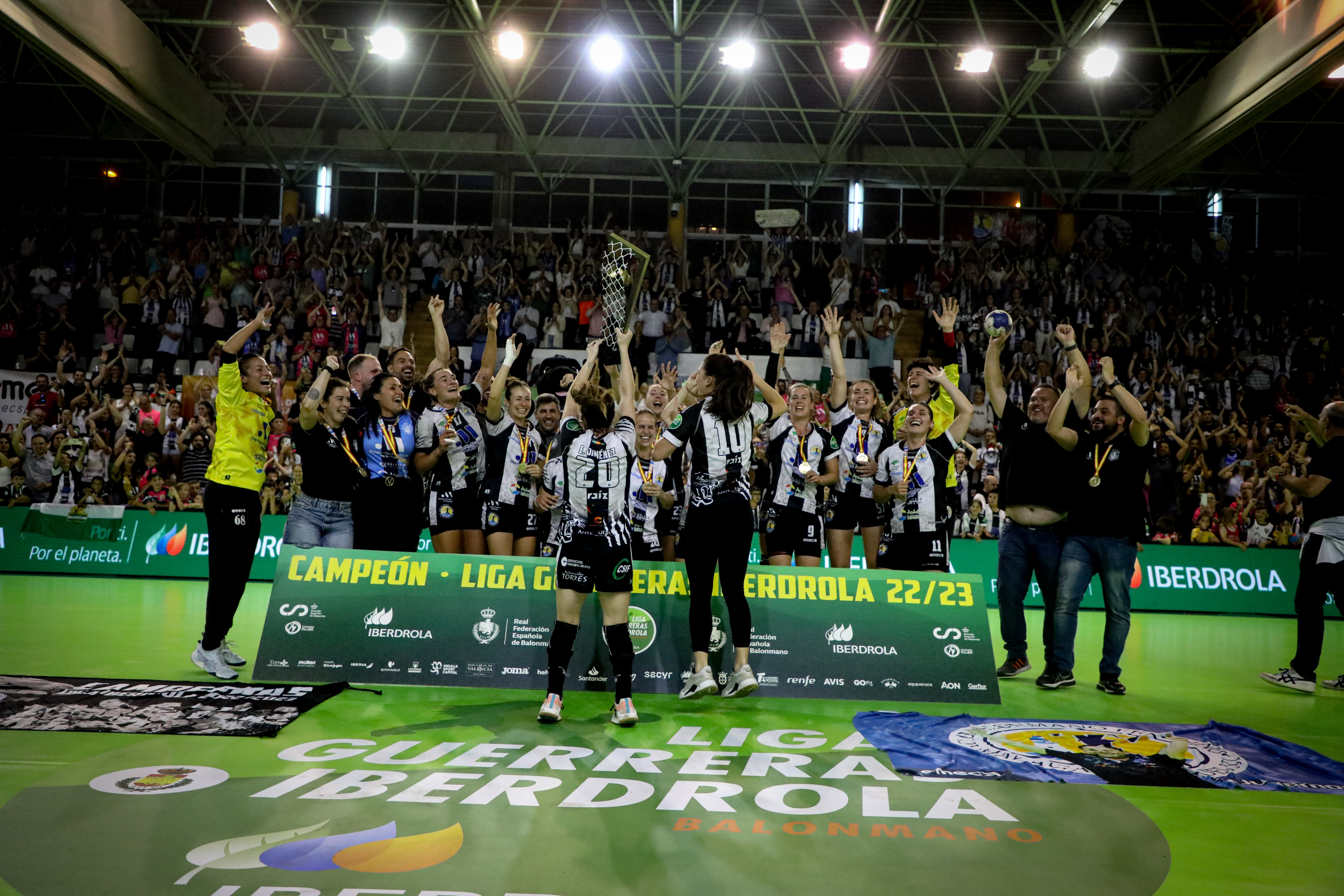
Club Balonmano Femenino Málaga Costa del Sol levanta el título de Campeonas de la Liga Guerreras Iberdrola 2022-23

Pero si importantes fueron las Copas de la Reina y los partidos de la EHF European Cup la temporada 2022-23 fue en la que se logró la primera Liga española. Silvia, Merche, Roca, Esperanza, Estela, Isabelle y Sole López, junto a Virginia, María, Elena, Rocío, Gabi, Sara, Laura, Almudena y Sol alzaron el trofeo que las acreditaban como campeonas de la primera competición nacional.

#### Europa

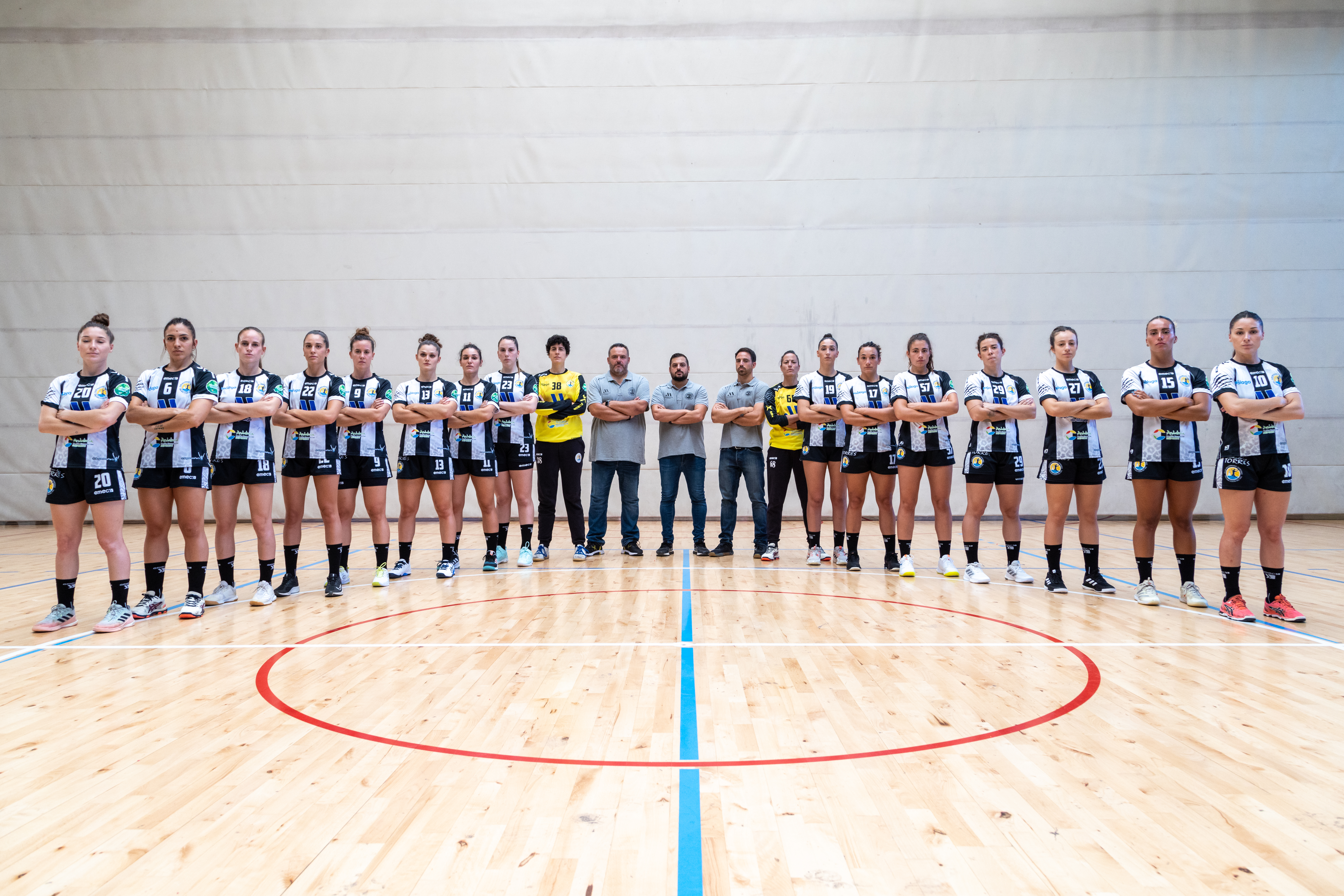
Plantilla 2023/24

En 2021 se proclamó campeón de Europa al ganar la EHF European Cup, actualmente denominada Copa Europea de la EHF y al año siguiente llegó de nuevo a la final, proclamándose subcampeona. Además, en el partido de vuelta de la final de la EHF European Cup celebrada en el Palacio de los Deportes José María Martín Carpena de Málaga, el club organizó el encuentro entre clubes españoles con más público en la historia del balonmano femenino. Asistieron un total de 7183 espectadores.
En la temporada 2022-23 participó en la segunda competición europea, la EHF European League, de la que quedó eliminada por un error burocrático. En la temporada 2023-24 el Costa del Sol Málaga volvió a participar en la EHF European League. En la segunda ronda eliminaron al Larvik noruego y, en la tercera, en un gran partido coral pero donde destacó el liderazgo de Silvia Arderius y las paradas de Merche Castellanos, hizo bueno el resultado de la ida (29-29) y se impuso al Kobenhavn danés por 20-25 consiguiendo, por primera vez en su historia, el pase a la fase de grupos de la competición, algo que tan solo había logrado para el balonmano español el Balonmano Bera Bera en el año 2019.El club quedó tercero en el grupo D en la fase de grupos de la competición, ganando tres partidos y perdiendo los otros tres. 

## Directiva
La actual presidenta, Pepa Moreno, releva el 23 de febrero de 2017 a Carmen Morales de Setién, presidenta del club tras 21 años oficiosos y 15 años reales, ya que relevó oficialmente en sus funciones a Fernando de Irigoyen en 2001, aunque ejercía labores de presidenta desde el 1995-96. 
A Pepa Moreno le acompañó en la dirección el gerente Raúl Romero, que se unió al club entre el año 2020 y 2022. La exjugadora esteponera Estefanía Martínez ejerce de vicepresidenta.
- 1994 - 2001: Fernando de Irigoyen.
- 2001 - 2017: Carmen Morales de Setién.
- 2017 - Actualidad: María José Moreno.

## Palmarés
- Copa Europea femenina de la EHF (1): 2020-21.[9]
- División de Honor femenina de balonmano (1): 2022-23.[14]
- Supercopa de España femenina de balonmano (1): 2020-21.
- Copa de la Reina de balonmano (2): 2019-20, 2021-22.
- Copa de Andalucía (8): 2011-12, 2012-13, 2013-14, 2015,[22] 2016,[23] 2017, 2019, 2021.[24]

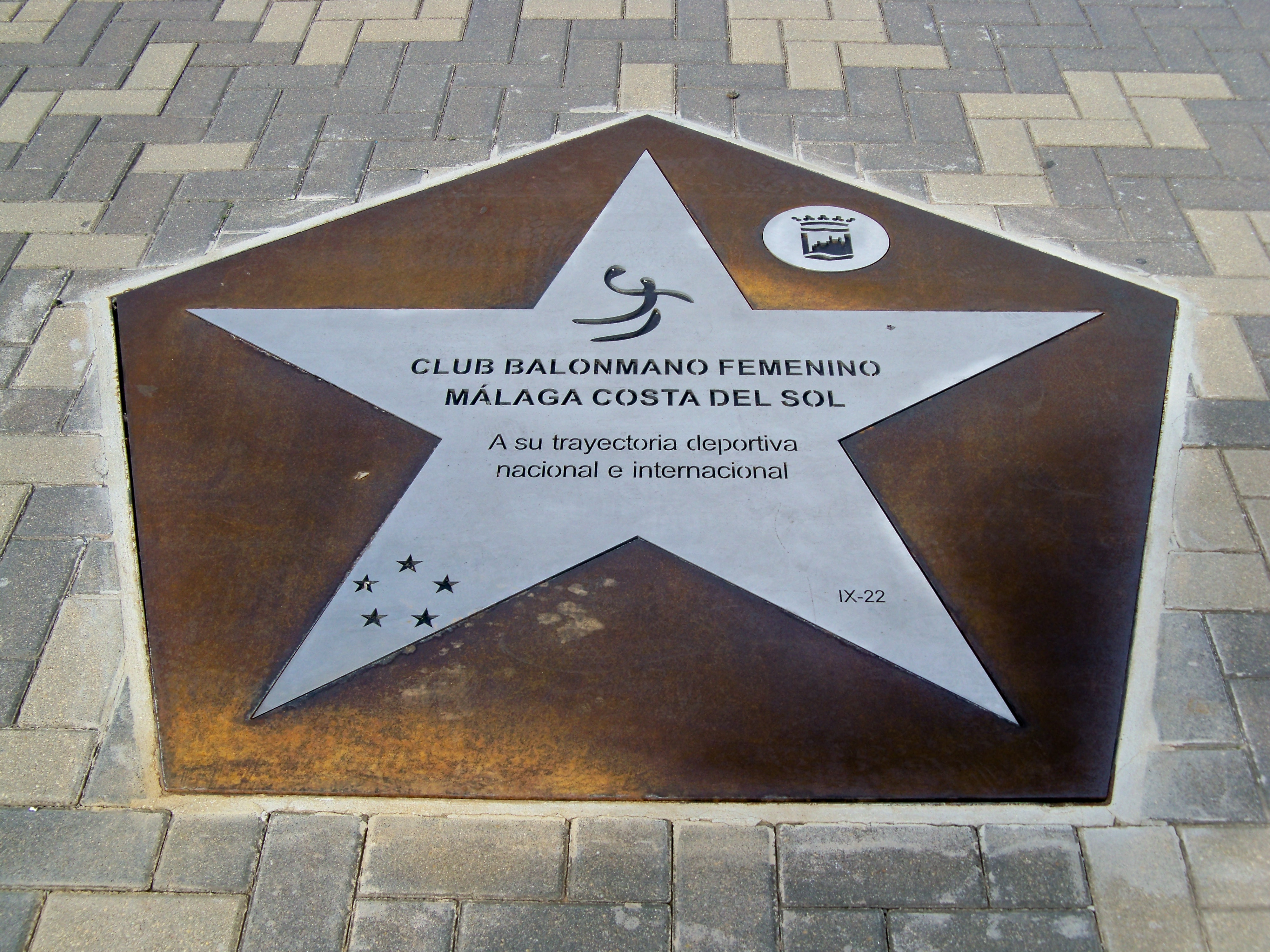
Paseo de las Estrellas del Deporte, Club Balonmano Femenino Málaga Costa del Sol

### Galardones
- 2003 Premio al Fomento del deporte femenino de la Diputación Provincial de Málaga.[25]
- 2011-12 Premio Mujer y Deporte Theresa Zabell, al Club que más fomenta el deporte femenino en Málaga, a la mejor gestión deportiva y al esfuerzo en la promoción del deporte femenino.[26]
- 2014 Premio Andalucía Joven en la modalidad de Deporte.[27]
- 2018 Premios Andalucía de los Deportes,[28] Premio Málaga Hoy[29] y Sabor a Málaga.
- 2020 Premio "M de Málaga".[30]
- 2021 Bandera de Andalucía del Deporte.[31]
- 2022 Premio a Mejor Equipo Femenino Andaluz del siglo XXI.[32]
- 2022 Mejor Acción de Comunicación (junto a Grupo Raíz Digital) en los XIV Premios Anuales de Marketing.[33]
- 2023 Galardón ‘Gestas deportivas’ de la Federación de Periodistas andaluces.[34]
- 2023 Premio a la trayectoria deportiva por la Federación Malagueña de Balonmano.[35]
- 2023 Premio Ciudad de Málaga al Deporte.[36]
- 2023 Premio Cártama al Mejor Equipo de la Asociación de Periodistas Deportivos de Málaga.[37]
- 2023 Premio Andalucía de los Deportes (Al mejor equipo femenino - Junta de Andalucía).[38]
- 2024 Premio "Equipo Líder" de la Federación de Periodistas Deportivos de Andalucía.[39]
- 2024 Premio Meridiana de la Junta de Andalucía por su excelencia deportiva y su impacto positivo en la comunidad.[40]

## Patrocinadores principales
- Diputación de Málaga - (2021 - )[41] Nombre de juego: Costa del Sol Málaga.
- Rincón Fertilidad - (2017-2021) Nombre de juego: Rincón Fertilidad Málaga.
- Clínicas Rincón – (2014–2017)[42] Nombre de juego: Clínicas Rincón.
- ASISA – (2011-2013)[43] Nombre de juego: ASISA Málaga.
- Contrat – (2006-2008)[44] Nombre de juego: Contrat Málaga.
- Famadesa – (1998–2001)[45] Nombre de juego: Famadesa Málaga.

## Pabellón

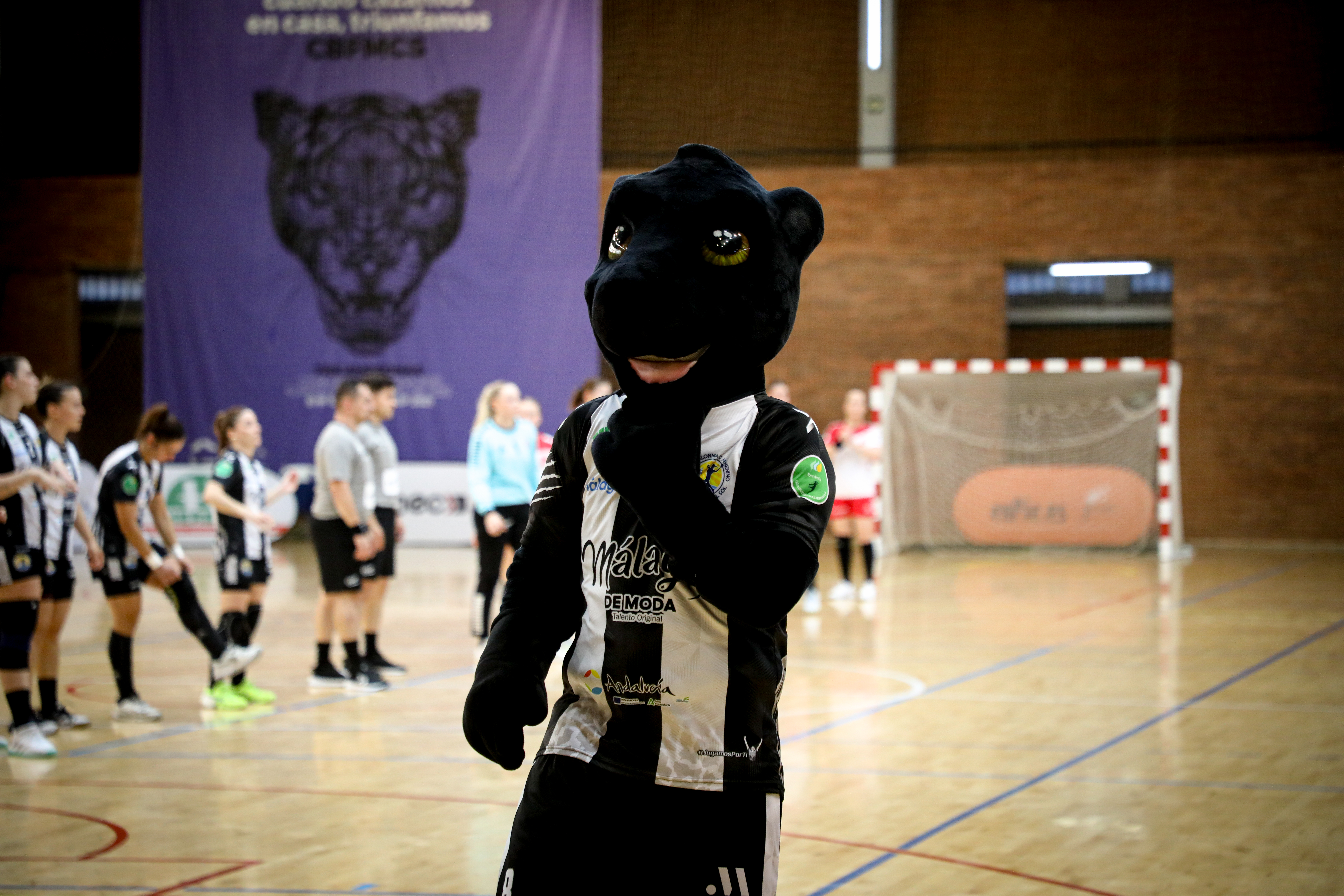
Vega la Pantera, mascota del Costa del Sol

| Pabellón                                  | Lugar  | Años  |
| ----------------------------------------- | ------ | ----- |
| Pabellón José Luis Pérez Canca, Carranque | Málaga | 1995– |

## Mascota
En la Copa de la Reina de 2023 se presentó a Vega, una pantera negra. 
Vega lleva el número 8, como el octavo jugador del equipo y su nombre sale del acrónimo de las palabras "Victoria", "Equipo", "Guerrera" y "Afición".

## Temporada a temporada
| Temporada | Cat. | División                   | Pos.          | Notas                                                                                       |
| --------- | ---- | -------------------------- | ------------- | ------------------------------------------------------------------------------------------- |
| 1994–95   | 2    | Primera Nacional           | 2.ª (Grupo A) | Ascenso a División de Honor                                                                 |
| 1995–96   | 1    | División de Honor          | 14.ª          | Descenso a Primera Nacional                                                                 |
| 1996–97   | 2    | Primera Nacional           | 3.ª (Grupo A) |                                                                                             |
| 1997–98   | 2    | Primera Nacional           | 2.ª (Grupo C) |                                                                                             |
| 1998–99   | 2    | Primera Nacional           | 2.ª (Grupo C) |                                                                                             |
| 1999–00   | 1    | División de Honor          | 11.ª          |                                                                                             |
| 2000–01   | 1    | División de Honor          | 15.ª          | Descenso a Primera Nacional                                                                 |
| 2001–02   | 2    | Primera Nacional           | 3.ª           |                                                                                             |
| 2002–03   | 2    | Primera Nacional           | 3.ª           |                                                                                             |
| 2003–04   | 2    | Primera Nacional           | 3.ª           |                                                                                             |
| 2004–05   | 2    | Primera Nacional           | 2.ª           |                                                                                             |
| 2005–06   | 2    | Primera Nacional           | 1.ª (Grupo C) |                                                                                             |
| 2006–07   | 2    | Primera Nacional           | 3.ª           |                                                                                             |
| 2006–07   | 2    | Primera Nacional           | 3.ª           |                                                                                             |
| 2008–09   | 2    | Primera Nacional           | 6.ª           |                                                                                             |
| 2009–10   | 2    | Primera Nacional           | 7.ª           |                                                                                             |
| 2010–11   | 2    | Primera Nacional           | 3.ª           |                                                                                             |
| 2011–12   | 2    | División de Honor Plata    | 3.ª           |                                                                                             |
| 2012–13   | 2    | División de Honor Plata    | 3.ª           |                                                                                             |
| 2013–14   | 2    | División de Honor Plata    | 4.ª           | Ascenso a División de Honor                                                                 |
| 2014–15   | 1    | División de Honor          | 10.ª          |                                                                                             |
| 2015–16   | 1    | Liga Loterías de balonmano | 8.ª           |                                                                                             |
| 2016–17   | 1    | Liga Loterías de balonmano | 4.ª           |                                                                                             |
| 2017–18   | 1    | Liga Loterías de balonmano | 6.ª           |                                                                                             |
| 2018–19   | 1    | Liga Guerreras Iberdrola   | 6.ª           |                                                                                             |
| 2019–20   | 1    | Liga Guerreras Iberdrola   | 6.ª           | Campeona de la Copa de la Reina                                                             |
| 2020–21   | 1    | Liga Guerreras Iberdrola   | 7.ª           | Campeona de la EHF European Cup Campeona de la Supercopa de España                          |
| 2021-22   | 1    | Liga Guerreras Iberdrola   | 2.ª           | Campeona de la Copa de la Reina. Subcampeón de la EHF European Cup                          |
| 2022-23   | 1    | Liga Guerreras Iberdrola   | 1.ª           | Campeón de Liga. Primera participación en la EHF European LeagueAcceso a la fase de grupos. |
| 2023-24   | 1    | Liga Guerreras Iberdrola   | 3.ª           | Acceso a la fase de grupos de la EHF European League                                        |

- 12 temporadas en División de Honor
- 3 temporadas en División de Honor Plata
- 14 temporadas en Primera Nacional

## Equipo

### Plantilla
Plantilla para la temporada 2025–26
|  | Porteras - 38. Merche Castellanos - 1. Alice Diva Extremos - 10. Soledad López Jiménez - 22. Laura Sánchez Cano - 27. Isabelle dos Santos Medeiros - 4. Nayra Solís - 44. Maider Barros Pivotes - 17. Rocio Campigli - 23. Bárbara Vela - 11. Rita Campos | Primera línea - 9. Silvia Arderius - 20. Esperanza López - 6. Estela Doiro - 73. Joana Resende - 21. Bárbara Piñeira - 3. Martu Romero - 45. Nicxon Clabel Atjaba Especialistas - 15. Estitxu Berasategi |

#### Entradas y salidas para la temporada 2025-26
|  | Llegan - Martu Romero (desde el Aula Valladolid) - Rita Campos (desde el Benfica) - Bárbara Piñeira (desde el Adesal Córdoba) - Nicxon Clabel (desde el Wise Anaitasuna) - Maider Barros (desde el Porriño) | Se van - Eli Cesáreo al Lubin - Gabriela Bitolo al TusSies Metzingen - Patrícia Lima al MKS Lublin - Sofía Anorh (baja al filial) - Sonora Solano (baja tras la recuperación de Alice Fernandes) - Marta Regordán - Marta López Herrero - Elena Valdivia |

#### Equipo técnico
- Entrenador: Jesús Gallardo Romero “Suso”
- Entrenador de porteras: Sergio Valenzuela
- Segundo Entrenador: Jose Luis Parra Flores
- Oficial: Manuel García Sillero

### Categorías inferiores
El Club Balonmano Femenino ha tenido equipos en diversas divisiones a lo largo de las últimas temporadas. En la actualidad el equipo firmó un acuerdo de colaboración con el Club Málaga Norte. Durante la temporada 2022-23 el Antequera Costa del Sol (por motivos de patrocinio), jugó en la actual tercera división del balonmano español, la División de Honor Plata. En la temporada 2023-24 el Costa del Sol Málaga sacó equipo en primera nacional.

## Grandes jugadoras
Por sus filas han pasado grandes jugadoras internacionales con sus selecciones como:
- Noelia Oncina
- Irene García Martos
- Nuria Benzal
- Emma Boada
- Jennifer Gutierrez
- Marta López
- Estela Carrera
- Paula Valdivia Monserrat
- Ana González Sánchez
- Hege Bolstad
- Alice Fernandes
- Macarena Gandulfo
- Valentina Kogan
- Elke Karsten

## Balonmano Playa
El Costa del Sol siempre participó, unas veces con su nombre, otras con sus jugadoras, en los Campeonatos de España de Balonmano Playa. Hexacampeonas de España (4 títulos oficiales, 2 títulos no oficiales) le hacen, hasta el 2023, el club femenino más laureado de la historia del balonmano playa español. Entre sus jugadoras destacan las históricas Susana Martínez Calatayud y Pepa Moreno y, más recientemente, Sole López, Jennifer Gutiérrez o Virginia Fernández.

### Palmarés
- 1 x Campeonato de Europa[66]
- 4 x Campeonatos de España (además de dos no oficiales y el primer torneo): 1998, 2007, 2010, 2016[67] (no oficiales: 1996, 2005, 2006)
- 1 x Copa de España (2014)

## Campus Panteras
Desde el 2020 se celebra el Campus Panteras, (jornadas de tecnificación de la base, entre 6 y 15 años) en las instalaciones del CEULAJ de Mollina y dirigido por Silvia Arderius. En la primera edición fueron 110 inscritos (niños y niñas), contando con la participación de Antonio Carlos Ortega, Marta López, Alba Díaz, además de jugadoras del primer equipo. La segunda contó con más de 200 niños y niñas y, en su tercera edición, con dos sedes y dos turnos, en Mollina y Málaga capital, las plazas se acabaron en poco más de 2 horas.

## Gala Panteras

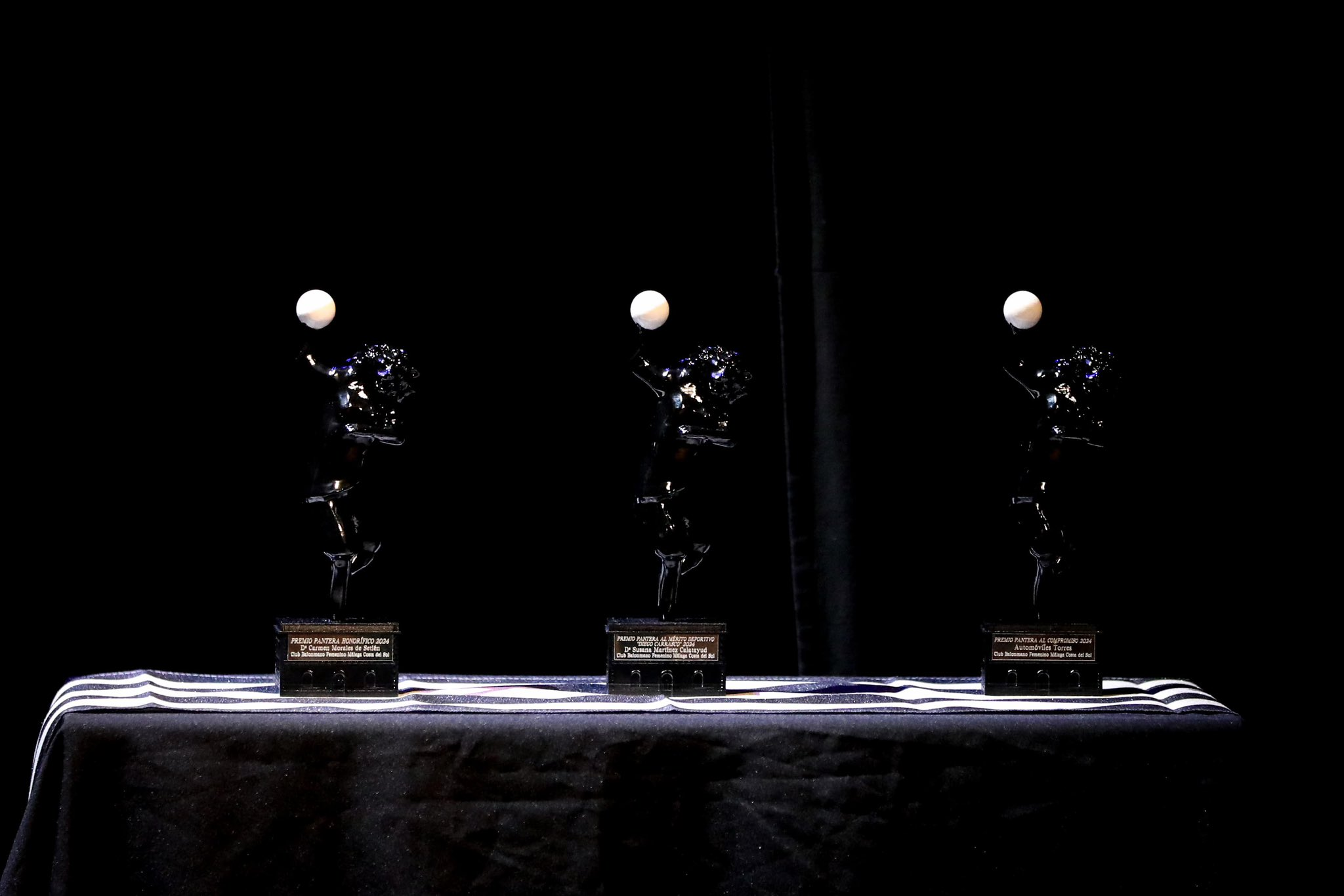
Estatuillas de los "Premios Panteras"

Coincidiendo con el treinta aniversario de la fundación del club, se organizó lo que se espera sea una gala anual denominada "Gala Panteras". En la primera edición se presentó un logo conmemorativo realizado por Grupo Raíz Digital, que representa el 94 y el 24, correspondiente a los años 1994 y 2024 y una canción conmemorativa, interpretando por el grupo malagueño Repicando, que podría convertirse en el himno oficioso de la entidad. El trofeo conmemorativo corrió a cargo del taller del artista malagueño José Luis Puche y representa a una pantera rampante que se erige sobre la base de La Farola, elemento que aparece también en el escudo de la entidad. 

### I Gala Panteras
En esta gala se premió a la exjugadora Susana Martínez Calatayud (Premio a la Trayectoria Deportiva "Diego Carrasco"), la expresidenta Carmen Morales de Setién (Premio Pantera Honorífico) y Automóviles Torres (Premio Pantera al Compromiso). Además se galardonó con la Insignia de Oro al expresidente Fernando Irigoyen, al Ayuntamiento de Málaga, a la Diputación de Málaga y a la Junta de Andalucía.